# 滇南矮柱兰
滇南矮柱兰（学名：Thelasis khasiana）为菊科矮柱兰属下的一个种。

## 扩展阅读
維基物種上的相關：滇南矮柱兰